# 千趣会
株式会社千趣会（せんしゅかい、英：SENSHUKAI CO.,LTD.）は、大阪府大阪市北区と東京都台東区に本社（登記上の本店は大阪市北区）を置く大手通信販売会社である。東京証券取引所スタンダード上場企業。

## 概要
カタログ通販サービスの「ベルメゾン」（Belle Maison）、およびネット通販サービスの「ベルメゾンネット」を主力とする。他に、花の通販サービス「イイハナ」、ベルメゾン会員向けの保険サービス、「ベルメゾン」の運営ノウハウを生かした法人向けコンサルティングサービスなども行っている。
1970年代よりカタログ通販がメインだったが、ネット通販にも早くから取り組んでいた。しかし、アマゾンや楽天などに押されて2010年代後半に業績が悪化。2023年現在、カタログ中心のプロモーションを見直し、SNS等によるデジタル・プロモーションにシフトする「通信販売事業のデジタルシフト」を目指して変革を進めている。
元々はこけしの頒布販売から始まり、社名も「こけし千体趣味蒐集の会」の略称に由来するものであるという。

## 歴史

### 創業当初
戦前の女性は卒業後に家事手伝いを経て主婦となるのが一般的だったが、戦後は職場で働く女性が増加し、OL（オフィス・レディ）と呼ばれるようになった。
戦後、アーティストによって、伝統的な「伝統こけし」のデザインを離れた「近代こけし」が創作されるようになったが、昭和30年代頃になると、多種多様でマニアックなデザインの「商業こけし」が業者によって大量生産・大量販売されるようになった。当時は戦後の混乱期を過ぎていくらか豊かになりつつあり、男性の「こけしマニア」が出張のたびに土産物のこけしを買い求める例もあったが、当時は女性の楽しみの少ない時代であるから、女性（特にOL）の趣味として市場が拡大した。
1953年、高井恒昌（創業者）がOL向けに全国の銘菓を届ける「味楽会」を個人で開始。その後、OL向けにこけしの頒布を開始し、その際にこけしを「こけし千体趣味蒐集の会」から仕入れていたことから、これを略して会の名前を「千趣会」と改める。当時は高井が職場に直接出向いて商品を販売していた。大阪の銀行へ営業に出向いたところ、一人の女性が代表として職場全員の注文を取りまとめて集金・配布まで行ってくれ、これが千趣会の「お世話係」システムの原点となった。
設立1年後よりこけしの直接仕入を開始。千趣会がこけしの生産を直接管理するようになり、企画・製造・販売までを垂直統合した（現代のSPAシステムに相当）ことで、多種多様なこけしの低価格な安定量産に成功し、こけし業界に革命を起こした。陶器などの趣味性の高い商品を月ごとに頒布し、いつでも入会・退会が可能な「頒布会」（現代の「サブスクリプション」に相当）を行っていた販売業者は千趣会の他にもあったようだが、千趣会は月額百円と安く、「ロイヤルペット」シリーズ（1960年代、全20体）「世界風俗こけし」シリーズ（1970年）などコレクション性の高い製品をリリースしたこと（現代の「トレーディングフィギュア」に相当）で、幅広い客層および年齢の間で「千趣会」のこけしは爆発的なヒットとなり、会員数は半年足らずで5千人に登り、3年後には10万人を突破。
こけしの販売が好調となったことから、1955年11月、個人商店から株式会社に改変し、株式会社千趣会設立。
1960年、「料理カード」付きの料理雑誌『クック』を創刊。『クック』は1959年に実施した日本テレビの番組とのタイアップもあり、1969年には82万部を突破。
1964年、手芸雑誌の『デリカ』を創刊。1970年に28万部を達成。
1971年より新聞広告「OL白書」を展開。全国のOL900人の意見を掬い上げた調査報告を広告として展開した。

### カタログ通販を開始
1976年、頒布会事業に次ぐ第二の事業として通販カタログ事業を開始し、通販カタログ雑誌の『ベルメゾン』創刊。それまでの千趣会の商品は趣味性の高いものだったが、『ベルメゾン』においては衣料品を中心とした実用品のカタログ販売へと舵を切った。
1970年より「お客様から注文をいただいたときにその商品の在庫があるかどうかわかる」というコンピュータシステムに対して莫大な投資を行い、1979年に稼働。
ファッション衣料から始まった『ベルメゾン』は、服飾雑貨や生活雑貨、家具、インテリア用品へと取り扱いアイテムを広げた。

### ネット通販を開始
1996年、ショッピングサイト「Call us」を開始。当時はネット黎明期ということもあり、カタログとは別の男性向け商品が中心だった。
2000年より「ベルメゾンネット」を開始。カタログの商品に加えてカタログでは掲載していない商品も販売した。

### 「千趣会グループ」へ
2003年、フラワーギフト通販を手掛けるイイハナに出資し、「千趣会イイハナ」とする。
2008年、ウエディング事業を手掛けるディアーズ・ブレインを子会社化。
2010年、ファッション通販サイトのモバコレを子会社化。
このように「千趣会」から「千趣会グループ」へと規模を拡大する。

### 構造改革の実施
千趣会の業績は、主力のカタログ通信販売事業がAmazon.co.jpなどの新興勢力の台頭により業績が悪化し、2017年12月期に約110億円の赤字に転落。2018年2月26日に地域経済活性化支援機構による支援が決まり、同年3月30日に地域経済活性化支援機構が設立した投資ファンドに対し、第三者割当増資を実施した他、同年10月12日には連結子会社である株式会社ベルネージュダイレクト株式の一部を、2019年1月9日付で雪印メグミルク株式会社へ譲渡することを発表。
千趣会は2018年10月26日に構造改革を実施することを発表。この構造改革では、代表取締役社長を務める星野裕幸など役員4名が業績悪化の責任を取る形で同年10月31日付で退任し、後任の社長には取締役を務めている梶原健司が同年11月1日付で昇格した他、約280名の希望退職者の募集を行う。
大阪本社は2019年1月に千趣会ビジネスセンターへ移転した。 東京都品川区にある東京本社も、2018年12月25日に東京都台東区へ移転した。大阪市北区にある自社ビル（旧・本社）も2019年3月29日に売却された。
グループ会社の再編も実施され、千趣会ゼネラルサービス株式会社と株式会社千趣ビジネスサービスは2019年1月1日付で千趣会へ吸収合併され、千趣会サービス・販売株式会社も2019年1月1日付で千趣会コールセンター株式会社へ吸収合併された。株式会社フィールライフは2019年6月30日に解散後、同年11月11日に清算を結了した。
2019年12月期において黒字決算になったことから、2020年7月31日に地域経済活性化支機構援による支援が終了。同年9月16日に東日本旅客鉄道（JR東日本）と資本・業務提携を締結。同年10月12日にJR東日本に対して第三者割当による自己株式の処分を実施し、JR東日本は千趣会の筆頭株主となったが、2025年2月13日に解消した。

## 沿革
- 1946年3月22日 - 現・法人が、協和海運株式会社として設立（当時、千趣会の事業とは無関係）。
- 1953年10月 - 高井恒昌が、こけし人形頒布の「味楽会」を個人で創業。
- 1955年11月9日 - 味楽会を法人化し、（旧）株式会社千趣会設立。
- 1975年12月31日 - 協和海運株式会社が（旧）千趣興産株式会社を吸収合併し、（新）千趣興産株式会社に商号変更。
- 1977年9月30日 - 休眠会社の（新）千趣興産株式会社が（旧）株式会社千趣会を吸収合併し、株式会社千趣会に商号変更（いわゆる株式額面変更目的の合併）。
- 1984年5月8日 - 大阪証券取引所2部上場。
- 1988年7月19日 - 東京証券取引所2部上場。
- 1990年9月3日 - 東京証券取引所、大阪証券取引所各1部上場。
- 2008年1月 - 東京支社を東京本社とし、2本社制に移行。
- 2013年12月 - ソニーイーエムシーエス美濃加茂サイト（岐阜県美濃加茂市）跡地を取得。2015年に子会社・ベルメゾンロジスコの物流センターとして稼動させている。
- 2015年
  - 5月 - J.フロント リテイリング株式会社に対し、第三者割当増資及び自己株式の処分を行い、同社の持分法適用関連会社となる[18][19]。
  - 9月 - ワタベウェディング株式会社に対し、株式公開買付けを行い、同社を持分法適用関連会社とする[20][21]。なお取得した株式のうち一部を完全子会社である株式会社ディアーズ・ブレインに譲渡[22]。
- 2018年
  - 2月26日 - 地域経済活性化支援機構による支援が決まる[7]。
  - 4月27日 - J.フロント リテイリングとの資本・業務提携を解消。同時にJ.フロント リテイリングの持分法適用会社ではなくなる[23][24]。
  - 12月25日 - 東京本社を東京都品川区北品川5丁目から東京都台東区寿3丁目へ移転[12]。
- 2019年
  - 1月1日 - グループ会社の再編を行い、千趣会ゼネラルサービス株式会社と株式会社千趣ビジネスサービスを千趣会へ、千趣会サービス・販売株式会社を千趣会コールセンター株式会社へそれぞれ吸収合併[14]。
  - 1月9日 - 株式会社ベルネージュダイレクト株式の一部を、雪印メグミルク株式会社へ譲渡[8][25]。
  - 1月中旬 - 大阪本社を千趣会ビジネスセンターへ移転[12]。
  - 6月30日 - 株式会社フィールライフを解散[14]。
- 2020年
  - 7月31日 - 地域経済活性化支機構援による支援が終了[16]。
  - 9月16日 - 東日本旅客鉄道株式会社と資本・業務提携を締結[16]。
  - 10月12日 - 東日本旅客鉄道株式会社に対し、第三者割当による自己株式の処分を実施[26]。
- 2021年
  - 3月31日 - 株式会社ディアーズ・ブレイン、株式会社プラネットワークの2社の株式を株式会社ディアーズ・ブレインホールディングスへ譲渡[27]。
  - 5月31日 - ワタベウェディング株式会社における事業再生ADRに伴い、同社との資本・業務提携を解消[28][29]。
- 2023年
  - 10月5日 - 「ベルメゾン」会員を対象に、株式会社オークネットと「iPhone宅配買取サービス」のテストマーケティングを開始。
  - 10月20日 - 東京証券取引所スタンダード市場へ市場変更。

## CM
1990年代後半に石田純一と室井滋が夫婦役を演じたCMが放送された。
しばらくCMは実施していなかったが、2010年に地方局で、2011年4月にキー局で再度実施。
- 「ベルメゾーン」篇（出演：小西真奈美、松尾スズキ）
- 「ストライク」篇（出演：小西真奈美、松尾スズキ）

上記2つとも、2011年4月1日から。

## 事業拠点
- 大阪本社 - 大阪市北区同心1-6-23
- 東京本社（旧東京支社） - 東京都台東区寿3-15-12

## 関連会社
- 千趣ロジスコ株式会社 - グループの物流事業（倉庫・梱包発送）
- 株式会社ベルメゾンロジスコ - グループの物流事業（倉庫・梱包発送）
- 千趣会コールセンター株式会社 - テレマーケティング業務の企画・実施
- 株式会社千趣会イイハナ - 花卉販売。旧・「イイハナ・ドットコム株式会社」
- 株式会社センテンス
- 株式会社ベルネージュ・ダイレクト
- 株式会社千趣会チャイルドケア
- 千趣会香港有限公司
- 上海千趣商貿有限公司

## テレビ番組
- 日経スペシャル ガイアの夜明け 熱狂と混乱の中国通販 ～目覚める13億人の消費パワー～（2009年7月14日、テレビ東京）[30] - 中国での本格的なカタログ通販を取材。